# Náday Ilona

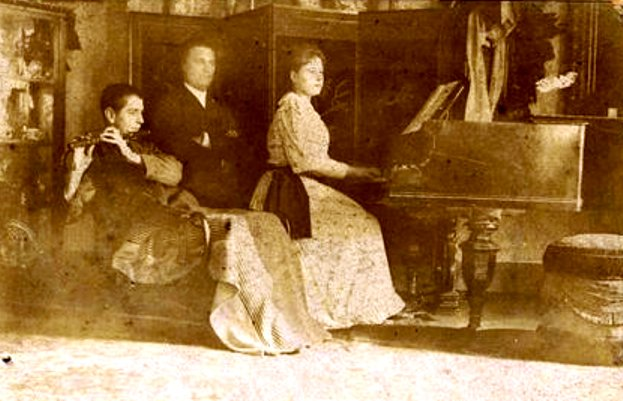
Náday Ferenc muzsikáló gyermekeivel Bélával és Ilonkával otthonukban. 1890 körül

Újhelyi Náday Ilona, született: Nauratyill Ilona Katalin Etelka (Budapest, 1874. augusztus 4. – Budapest, Józsefváros, 1949. október 20.) magyar udvari opera- és dalénekesnő, színésznő.

## Családja
Szülei Náday Ferenc színész és Vidmár Katalin operaénekes, testvére Náday Béla színész. Férje dr. kisjeszeni és megyefalvai Jeszenszky Manó, országos központi hitelszövetkezeti ellenőr volt, akivel 1902. január 6-án kötött házasságot Budapesten, az Erzsébetvárosban. Két gyermekük született, 1902-ben Ferenc, 1905-ben Ilonka. A világháborúban huszárfőhadnagyként szolgált, az északi harctéren a Frohnreich-féle attakban halt hősi halált. 1919. április 12-én Budapesten férjhez ment első férje öccséhez, Jeszenszky Iván szociális termelési népbizottsági alkalmazotthoz, azonban egy év múlva elváltak.

## Élete
Először 1897. november 23-án lépett fel a Népszínházban, Márkus József Kuktakisasszony című operettjéban alakította Liza grófnőt. 1899 október havában három esztendőre a bécsi An der Wien-színház társulatához szerződött, ez idő alatt német mestereknél fejlesztette énektudását. Házassága után egy időre elhagyta a színi pályát, majd gyermekei születése után főként önálló dalesteken szerepelt. 1917-ben a Nemzeti Színház tagja lett, ahol 1921-ben Balázs Sándor Álarcosok című színdarabjában Bajor Gizivel játszották a két női főszerepet. 1935-ben már nyugdíjas volt. Halálát arcrák okozta.

## Jelentősebb szerepei
- Robert Planquette: Varázsgyűrű (vendégszereplés a Pécsi Nemzeti Színházban)[20]
- Edmond Audran: Baba (daljáték) Bécsben az An der Wien színházban
- Franz von Suppé: Szép Galatea (Ganiméd, szolga) (Operaház, 1905)[21]
- Dienzl Oszkár: Narancsvirág (babajáték) címszereplő[22]